# Peter Ingves
Jan Peter Ingves, född 11 mars 1960 i Sideby, är en finländsk travkusk. Han är förstekusk hos travtränaren Petri Puro vid Halmstadtravet i Sverige. Han har kört hästar som Commander Crowe, Camilla Highness, Pato och Olle Rols.

## Segrar i större lopp

### Grupp 1-lopp
| År   | Lopp                           | Häst             | Tränare       |
| ---- | ------------------------------ | ---------------- | ------------- |
| 2005 | Drottning Silvias Pokal        | Fama Currit      | Petri Puro    |
| 2005 | Stochampionatet                | Fama Currit      | Petri Puro    |
| 2005 | Breeders' Crown, 4-åriga ston  | Fama Currit      | Petri Puro    |
| 2007 | Kymi Grand Prix                | Camilla Highness | Petri Puro    |
| 2007 | St. Michel Ajo                 | Camilla Highness | Petri Puro    |
| 2007 | Gran Premio Campionato Europeo | Camilla Highness | Petri Puro    |
| 2008 | St. Michel Ajo                 | Camilla Highness | Petri Puro    |
| 2009 | Kymi Grand Prix                | Commander Crowe  | Petri Puro    |
| 2009 | Sundsvall Open Trot            | Commander Crowe  | Petri Puro    |
| 2011 | Svenskt Travkriterium          | Pato             | Petri Puro    |
| 2012 | Svenskt Travderby              | Pato             | Petri Puro    |
| 2017 | Danskt Stoderby                | Bikini           | Jeppe Juel    |
| 2020 | Svensk Uppfödningslöpning      | Islay Mist Sisu  | Per Nordström |

### Grupp 2-lopp
| År   | Lopp                  | Häst             | Tränare       |
| ---- | --------------------- | ---------------- | ------------- |
| 2005 | Stosprintern          | Fama Currit      | Petri Puro    |
| 2007 | Sto-SM                | Camilla Highness | Petri Puro    |
| 2008 | C.L. Müllers Memorial | Commander Crowe  | Petri Puro    |
| 2009 | C.L. Müllers Memorial | Commander Crowe  | Petri Puro    |
| 2013 | Europamatchen         | Edward Ale       | Petri Puro    |
| 2015 | Premio Going Kronos   | Tango Negro      | Jerry Riordan |

### Övriga
| År   | Lopp                          | Häst               | Tränare             |
| ---- | ----------------------------- | ------------------ | ------------------- |
| 2006 | Klass I-final, dec            | Bexipop            | Petri Puro          |
| 2011 | Lärlings-SM                   | Frida Starlight    | Carl-Otto Göransson |
| 2011 | Johan Jacobssons Minne        | Edward Ale         | Petri Puro          |
| 2012 | Johan Jacobssons Minne        | Edward Ale         | Petri Puro          |
| 2013 | Lady Snärts Lopp              | Beatasine          | Risto Airaksinen    |
| 2013 | Klass I-final, dec            | VästerboontheNews  | Petri Puro          |
| 2014 | Klass II-final, maj           | Ni Talar Bra Latin | Petri Puro          |
| 2015 | Silverdivisionens final, feb  | VästerboontheNews  | Petri Puro          |
| 2016 | Klass II-final, feb           | Master Crowe       | Petri Puro          |
| 2017 | Klass II-final, dec           | Olle Rols          | Mats Rånlund        |
| 2017 | Silverdivisionens final, dec  | Jairo              | Joakim Lövgren      |
| 2018 | Klass I-final, feb            | Olle Rols          | Mats Rånlund        |
| 2018 | Bronsdivisionens final, april | Olle Rols          | Mats Rånlund        |
| 2018 | Silverdivisionens final, dec  | Olle Rols          | Mats Rånlund        |